# Pristajanje
Pristajanje je zadnji del poleta letala ali drugega zrakoplova in pomeni vrnitev na tla. To je najzahtevnejši in najbolj kritičen del poleta, saj nepazljivost hitro pripelje do nesreče.
Bistvo pristanka letal je izničenje sile vzgona v trenutku stika s tlemi. Vendar je za uspešen pristanek izrednega pomena tudi pravilno približevanje pristajalni stezi, ki mora biti izvedeno s skrbnim nadziranjem hitrosti leta in hitrosti spuščanja; še posebej v zadnji fazi, ko je letalo tik nad stezo. To se izvaja s pomočjo krmilne palice in ročice za plin, ki pa pri pristanku zamenjata funkciji (pri pristanku se s krmilno palico uravnava hitrost, z ročico za plin pa hitrost spuščanja, kar je ravno obratno kot pri normalnem letu). Da letalo sledi pravilni poti do pristajalne steze skrbi bodisi pilot z opazovanjem nameravane točke dotika (zato se uporablja t. i. šolski krog) ali sistem za pristajanje po instrumentih (angleško: ILS), ki kaže odstopanje od poti idealnega približevanja.
Na varni višini pilot odvzame moč motorja in začne rahlo izravnavati letalo tako, da je na koncu letalo poravnano tik nad stezo ali z rahlo dvignjenim nosom (ta način omogoča letalom, da se steze najprej dotakne glavno podvozje). Z vzdrževanjem tega položaja se poveča vpadni kot in hitrost letala počasi pade pod minimalno hitrost, ko letalo zaradi zmanjšanega vzgona ne more več leteti in se dotakne steze. Pred začetkom izravnavanja je izrednega pomena pravilna hitrost, saj v nasprotnem primeru lahko pride do trdega pristanka, kar ima lahko hude posledice.
Bolj zahtevno je pristajanje v bočnem vetru, kjer mora letalo leteti rahlo proti vetru in se poravnati s stezo tik pred pristankom.
Precej zahtevno je tudi pristajanje na letalonosilkah, kjer mora letalo zadeti pravo mesto na izredno kratki stezi, da ujame eno od žic, ki ga zaustavi. Se pa pristanek na letalonosilki odvija pri višji hitrosti za primer, če pilot zgreši vse žice. V tem primeru ima dovolj hitrosti, da se dvigne in poskusi ponovno. 